# Dactylispa sibutensis
Dactylispa sibutensis es una especie de insecto coleóptero de la familia Chrysomelidae.
Fue descrita científicamente en 1917 por Achard.